# Thinisa in Numidia
Thinisa in Numidia (łac. Thinisensis in Numida) – stolica historycznej diecezji we Cesarstwie rzymskim w prowincji Numidia zlikwidowana w VII wieku podczas ekspansji islamskiej, współcześnie w północnej Algierii. Obecnie katolickie biskupstwo tytularne. 

## Biskupi tytularni
| Lp. | Biskup                       | Funkcja                                      | Od                   | Do                   |
| --- | ---------------------------- | -------------------------------------------- | -------------------- | -------------------- |
| 1   | Venanzio Francesco Filippini | wikariusz apostolski Mogadiszu (Somalia)     | 23 maja 1933         | 31 marca 1973        |
| 2   | Mario Revollo Bravo          | biskup pomocniczy Bogoty (Kolumbia)          | 13 listopada 1973    | 28 lutego 1978       |
| 3   | Javier Lozano Barragán       | biskup pomocniczy Miasta Meksyk (Meksyk)     | 5 czerwca 1979       | 28 października 1984 |
| 4   | Mario Picchi                 | emerytowany biskup Venado Tuerto (Argentyna) | 19 czerwca 1989      | 29 marca 1997        |
| 5   | Vincenzo Pelvi               | biskup pomocniczy Neapolu (Włochy)           | 11 grudnia 1999      | 14 października 2006 |
| 6   | Laurent Chu Văn Minh         | biskup pomocniczy Hanoi (Wietnam)            | 15 października 2008 | 4 sierpnia 2025      |